# 聖公會青衣主恩小學
聖公會青衣主恩小學（英語：S.K.H. Tsing Yi Chu Yan Primary School）為香港一所全日制男女小學，其前身是1961年創校的聖公會主恩小學上午校，於2002年分拆為一所獨立的全日制小學，並遷入青衣現址。

## 歷史
此校分拆前為聖公會主恩小學的上午校，於1961年在大窩口邨第12座地下創立，其後於1976年遷入葵盛西邨的「火柴盒」小學校舍，沿用半日制模式辦學。
由於原校空間不足以將上、下午校合併為全日制學校，上午校遂於2001年申請位於長宏邨的校舍作分拆，並獲批准。隨著校舍於2002年中落成，主恩小學上午校正式遷入現址；而下午校則留守原址，同樣改為全日制。

## 校舍/規模
校舍目前位於青衣長宏邨，為早期版本小學千禧校舍，佔地7,162平方米，樓高7層（不包括基座停車場），設有30間課室及各種特別室，另附一個露天劇場。
校舍及停車場屬長宏邨三期工程，由中國建築承建，2002年完工。

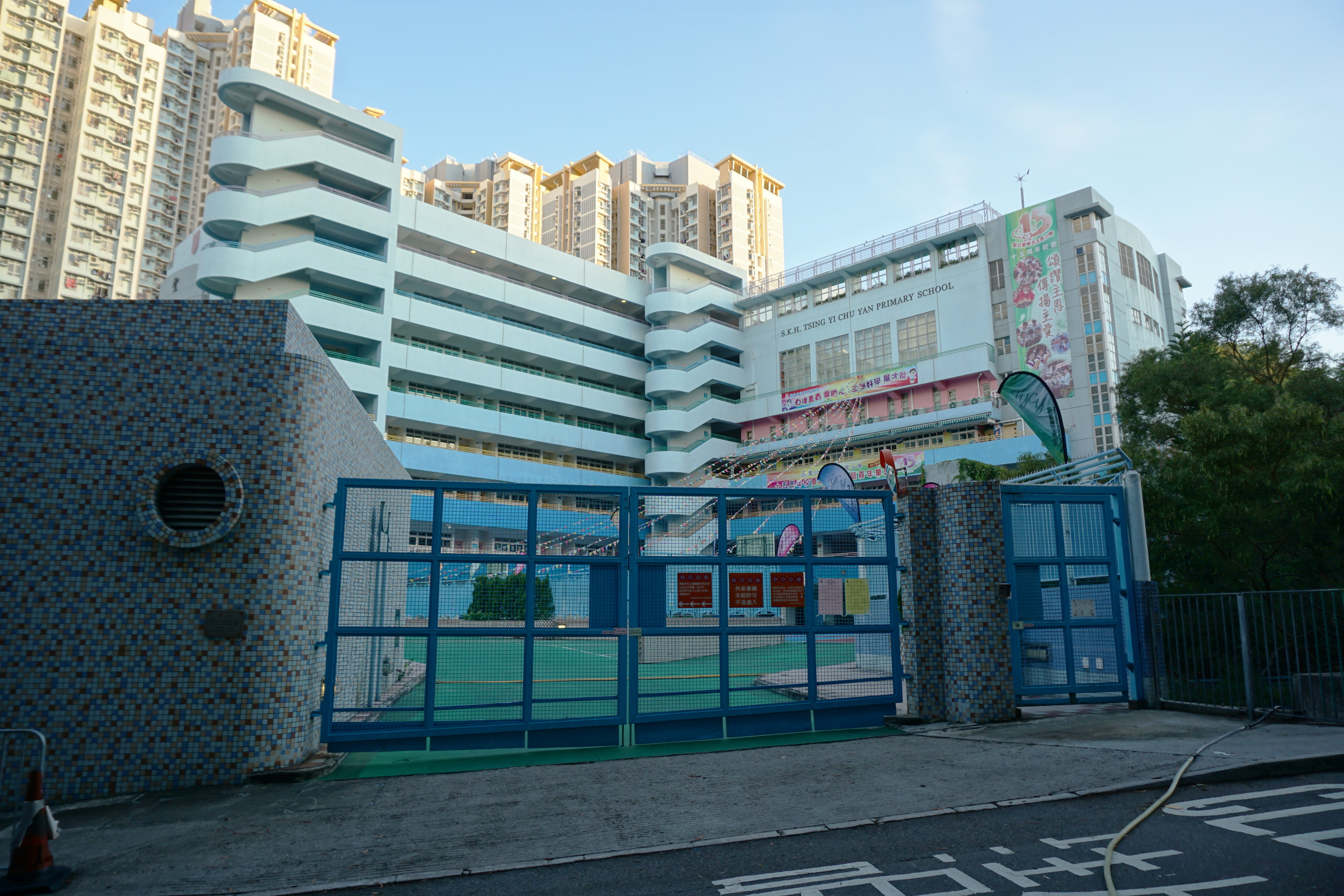
校舍北面

## 歷任校長
- 周瑞忠先生（2002年-2006年，全日制首任校長，由主恩小學上午校過渡，及後出任同系聖安德烈小學首任校長[6][7]）
- 鄧志鵬先生（2006年-2025年，原為主恩小學校長[8]）

## 事件
- 2000年4月，政府決定將仍未分配的此校校舍，建於長宏邨停車場上蓋，以克服地理限制。然而，現行建校方案被時任葵青區議員雷可畏質疑，擔心學童容易被出入車輛撞倒，而且汽車廢氣會影響此校[9]。
- 2016年9月12日，此校小五男生袁穎智在鄰近的長亨邨亨業樓寓所走廊玩耍時，疑因攀爬圍欄而失足墮樓身亡。事後，校方隨即安排為全校學生進行緊急輔導[10]。

## 外部連結
- 聖公會青衣主恩小學官方網頁 （页面存档备份，存于）